# Sabino Angoitia Gaztelu
Sabino Angoitia Gaztelu (Lemoa, 21 d'octubre de 1958) va ser un ciclista basc, que fou professional entre 1983 i 1989, durant els quals aconseguí 4 victòries.
Els seus principals èxits foren dues victòries d'etapa a la Setmana Catalana i a la Volta a Múrcia. Un cop retirat va dirigir equips com el Saunier Duval-Prodir.

## Palmarès
- 1981
  - 1r a la Santikutz Klasika
- 1984
  - Vencedor d'una etapa de la Setmana Catalana
- 1985
  - Vencedor d'una etapa de la Volta a Múrcia
- 1987
  - 1r a la Pujada al Txitxarro
- 1989
  - 1r a la Pujada al Txitxarro

### Resultats a la Volta a Espanya
- 1984. 56è de la classificació general
- 1985. 86è de la classificació general
- 1986. 84è de la classificació general
- 1989. 128è de la classificació general